# Taintaturus lembus
Taintaturus lembus är en kvalsterart som beskrevs av Cook 1991. Taintaturus lembus ingår i släktet Taintaturus och familjen Aturidae. Inga underarter finns listade i Catalogue of Life.